# Chapelle Notre-Dame-du-Champdé
La chapelle Notre-Dame-du-Champdé est un ancien édifice catholique dont les ruines se dressent sur le territoire de la commune française de Châteaudun, dans le département d'Eure-et-Loir en région Centre-Val de Loire.

## Localisation
La façade, seul vestige de l'édifice, est désormais l'entrée du cimetière du Champdé.

## Historique
La fondation de cette chapelle date du XVe siècle.
Des photographies de Séraphin-Médéric Mieusement de mars 1887 montrent la devise républicaine « Liberté, Égalité, Fraternité » inscrite au fronton de la façade ouest.

Photographies de 1887
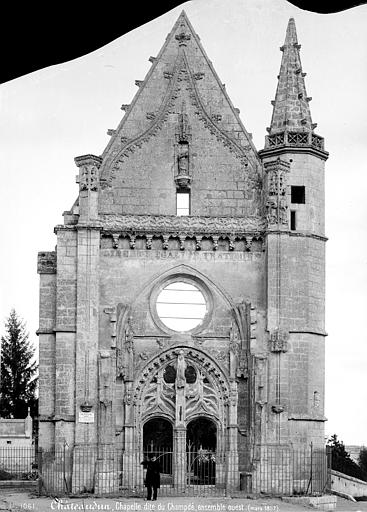
Façade ouest.
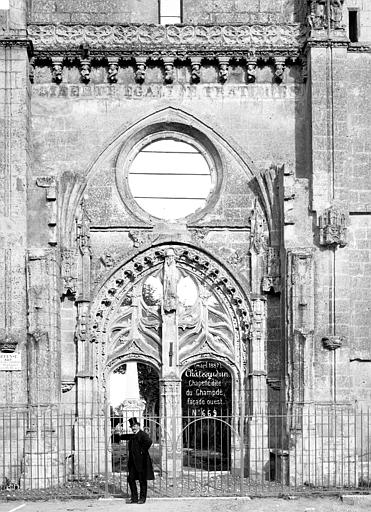
Détail.

## Protection aux monuments historiques
L'ancienne chapelle dite Notre-Dame du Champdé est classée au titre des monuments historiques par arrêté du 3 février 1879.

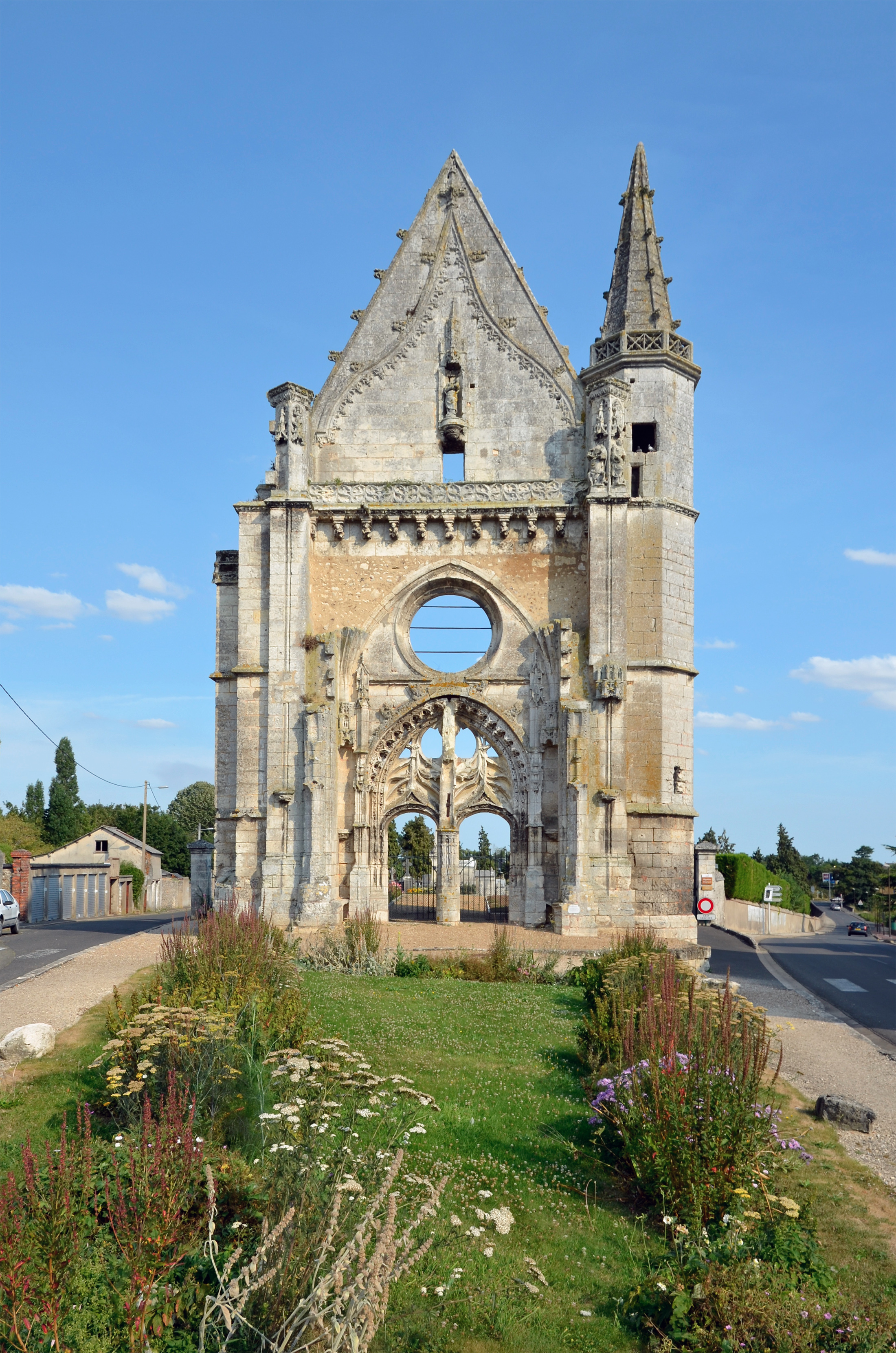
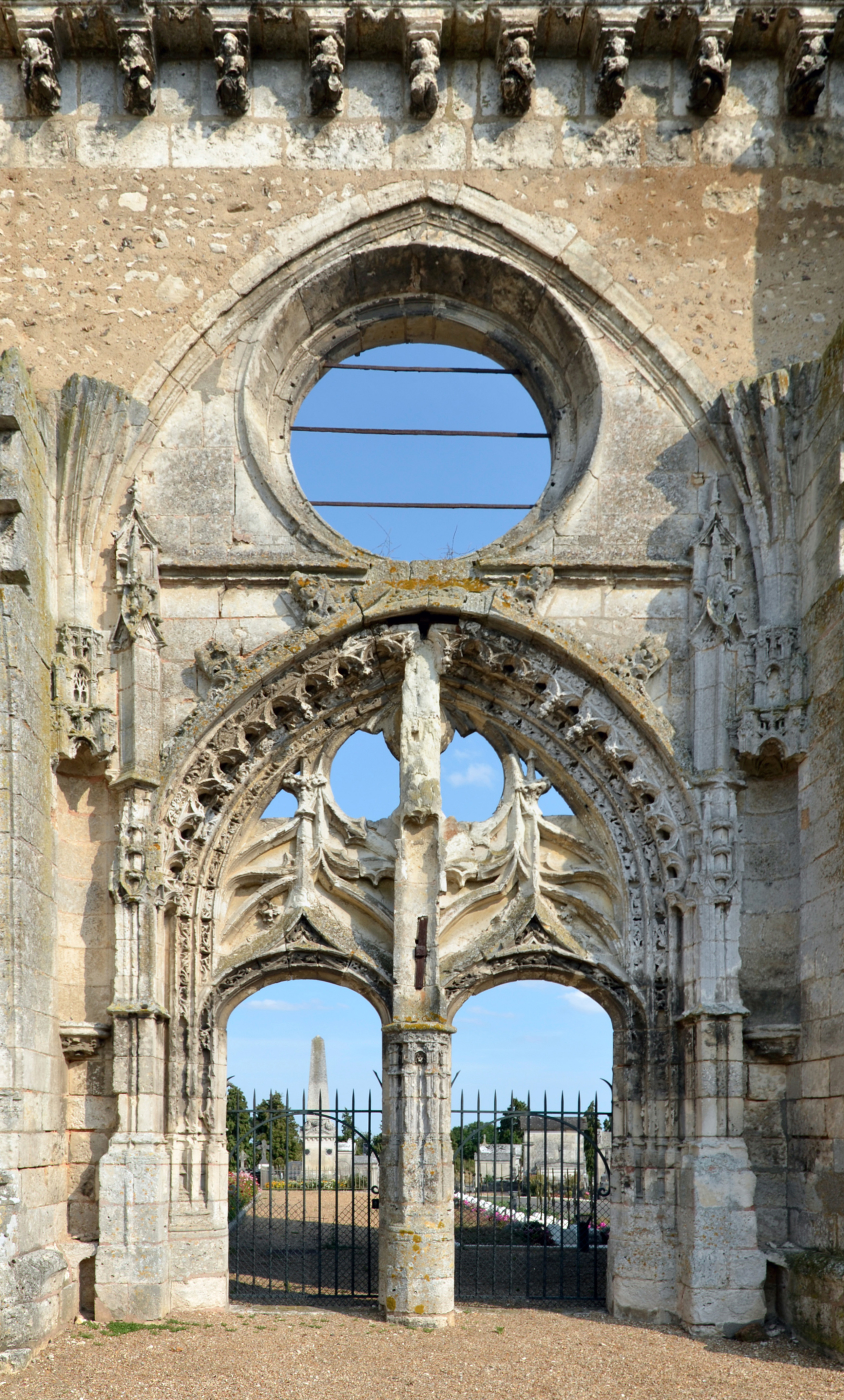
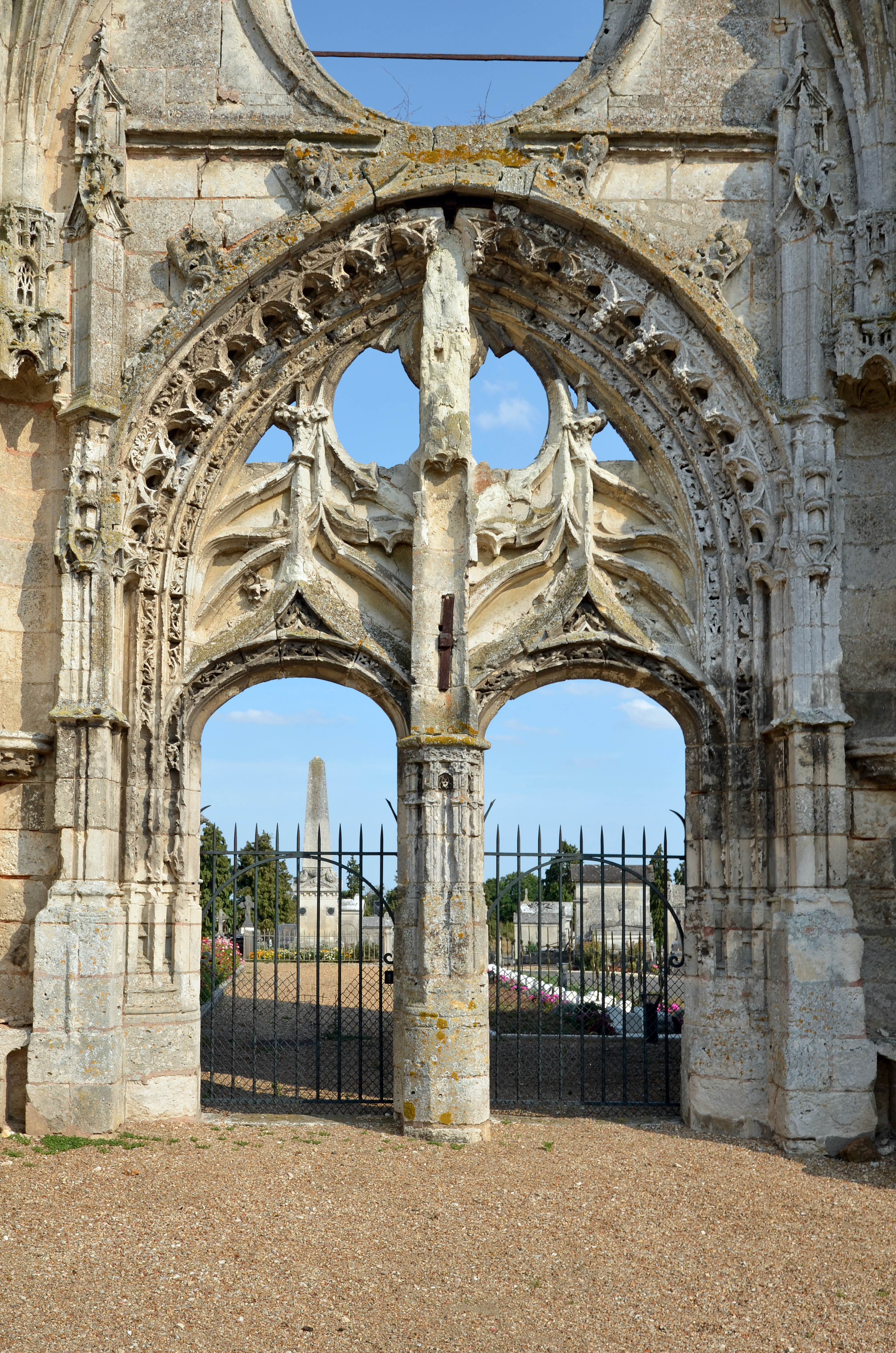
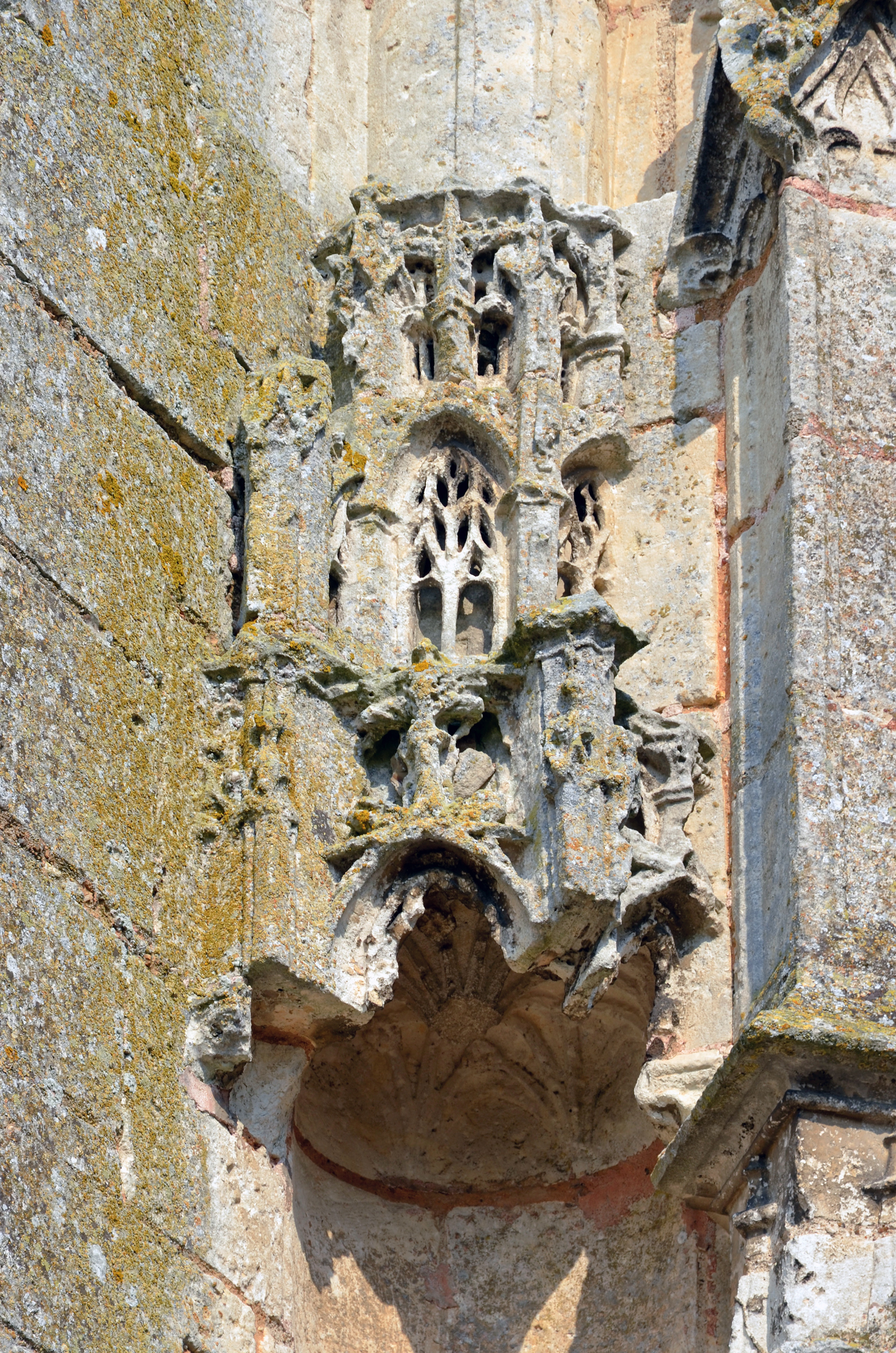
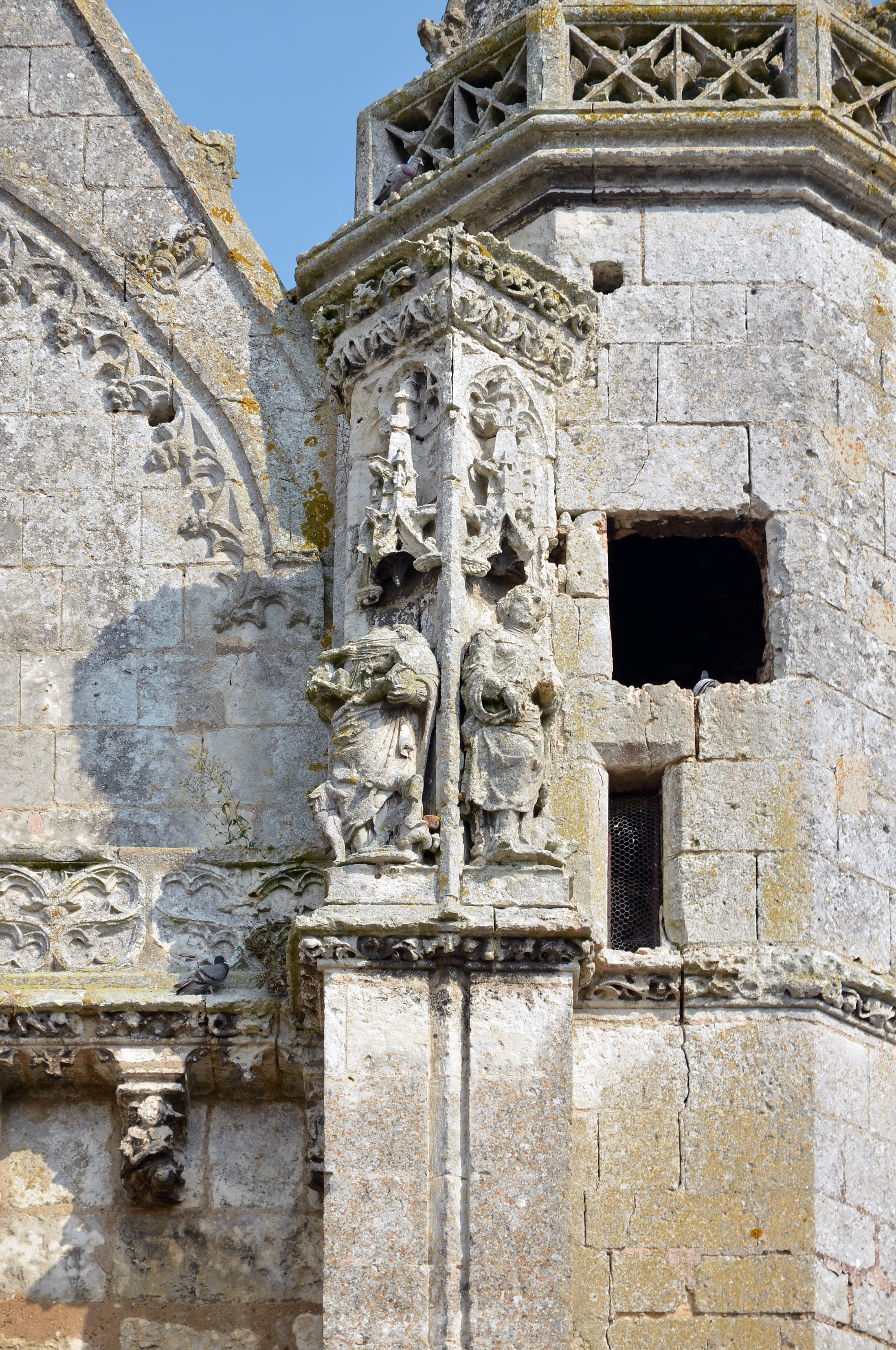